# Von Roll (Berner Quartier)

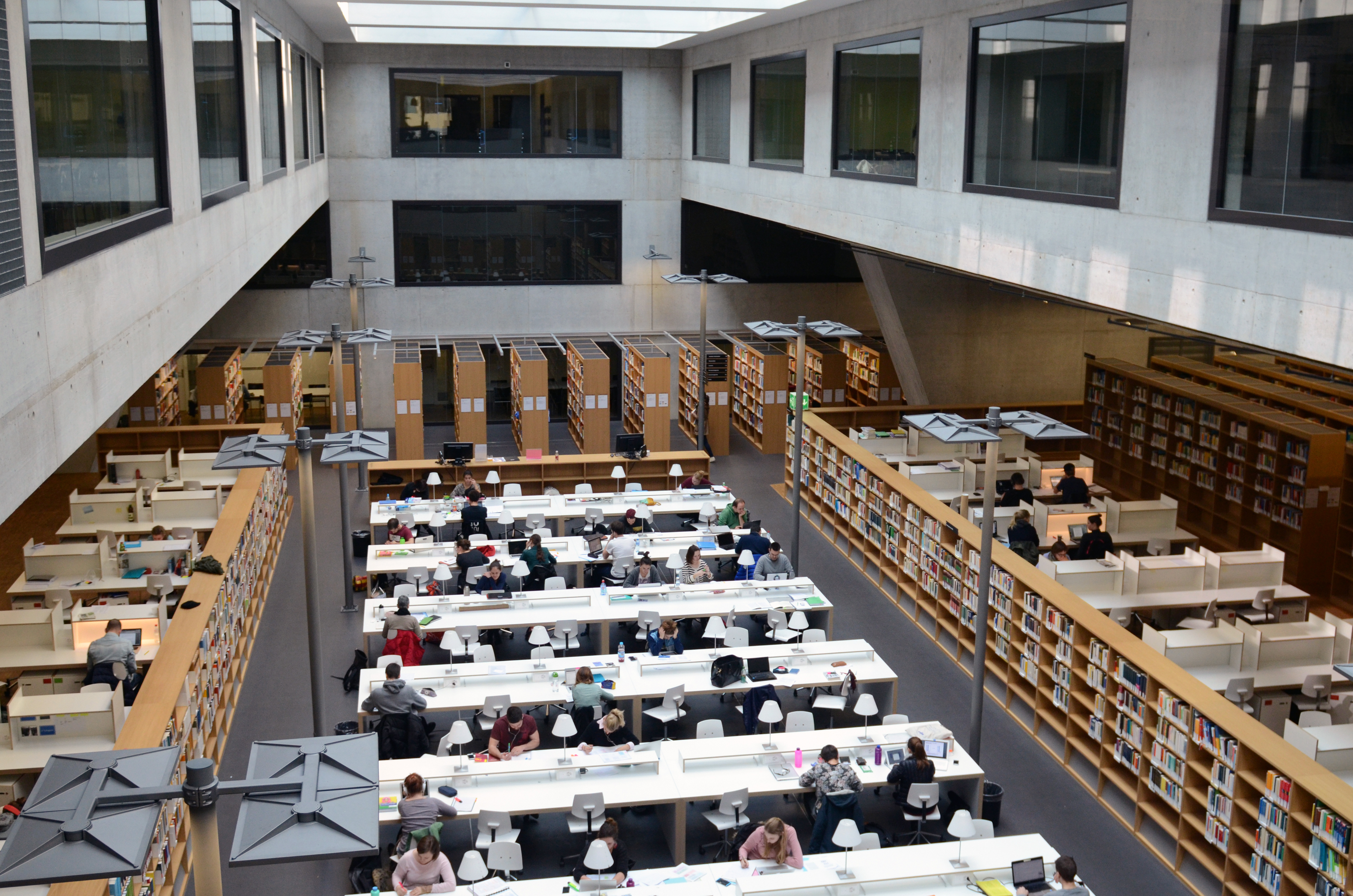
Bibliothek des Hochschulzentrums vonRoll

Das Von Roll-Quartier (auch vonRoll bzw. vonRoll Areal) ist ein gebräuchliches Quartier im Stadtteil II Länggasse-Felsenau und liegt im statistischen Bezirk Muesmatt. Im Nordwesten grenzt es an den Grossen Bremgartenwald, ausserdem an die gebräuchlichen Quartiere Länggasse, Muesmatt, Inselspital und Weyermannshaus.
Das Quartier befindet sich auf dem ehemaligen Industriegelände der Firma vonRoll, wo früher Eisengiesserei, Stahlkonstruktion oder Bahnbau stattfanden und z. B. Elemente für eiserne Brücken, Dolendeckel (Schachtdeckel für Kanalisationen), Eisenbahnschienen, Zahnstangen, Drahtseile, Krane und Ähnliches produziert wurden.
1865 wurde eine Brückenbauwerkstätte mit zwei grossen Hallen errichtet, wo u. a. 1881 bis 1883 die Metallträger der Kirchenfeldbrücke hergestellt wurden. 1872 wurde auf einer benachbarten Parzelle eine Giesserei und Maschinenfabrik errichtet. 1872 kam eine AG für Eisenbahnmaterial dazu. Die Firma Von Roll in Gerlafingen kaufte 1894 bzw. 1896 die teilweise in Konkurs gegangenen Firmen und das Areal. 1897 kam ein Giessereigebäude und 1904 eine Montagehalle dazu, die 1909 erweitert wurde. 1899 bis 1910 kam eine Kraftzentrale, 1907 das Verwaltungsgebäude Fabrikstrasse 2 und 1914/15 die Weichenbauhalle dazu. Von Roll gehörte im 20. Jahrhundert zu den zehn bedeutendsten Industriebetrieben der Stadt Bern. Die Krisen der 1970er- und der 1990er-Jahre führten zur Schliessung einiger Produktionsstätten, der Standort Bern wurde 1997 geschlossen.
Heute befindet sich dort ein Campus der Universität Bern und der Pädagogischen Hochschule Bern mit Hörsaalgebäuden und Instituten sowie der Bibliothek vonRoll. Der Umbau wurde 2013 vollendet. Teile einer denkmalgeschützten Schreinerei, welche bis zum 14. Mai 2019 von dem Kollektiv Fabrikool besetzt wurde und um deren Erhalt es Auseinandersetzungen gab, wurden in das Projekt einbezogen und erhalten.
Im Jahr 2022 lebten im Quartier 253 Einwohner, davon 228 Schweizer und 25 Ausländer. Die Wohnbebauung befindet sich im Norden, wo sich einige modernere Reihenhäuser mit 78 behindertengerechten Wohnungen in Form eines Wohnparks befinden.
Ausserdem befinden sich im Quartier das Berufsinformationszentrum Bern (BIZ) und einige Unternehmen (Lebensmittelhändler Madame Frigo, das Umweltbüro Meteotest und das Softwareunternehmen Data Dynamic).
Die städtische Buslinie 20 verbindet das Quartier im Norden und die Postautolinie 101 im Süden sowie 107 im Norden mit dem Zentrum.